# Hakone (Kanagawa)
Hakone (箱根町 Hakone-machi?) es una ciudad japonesa situada en el distrito de Ashigarashimo de la prefectura de Kanagawa, localizado en el este del país al pie del Paso de Hakone. Históricamente es conocida porque durante el Período Kamakura había un Punto de control en el camino de Tōkaidō que pasaba por la localidad. En la actualidad es un conocido punto turístico, dado la abundancia de centros turísticos y Onsen (manantiales japoneses de aguas termales). En el 2010 la ciudad tenía una población estimada 13.339 personas.

## Elementos identitarios
Como toda ciudad japonesa dispone de una serie de elementos identitarios: La bandera, establecida el 11 de febrero de 1958, consiste en un triángulo central que muestra las alturas del Monte Hakone y que está rodeado por un círculo. Luego dispone de otros símbolos, estando representados la flor de Hakonebara (o Rosa microphylla hirtura), el árbol de Yamazakura (o Prunus jamasakura), el Pájaro carpintero y de pez al Capellán

## Historia
En la antigüedad fue la ubicación de un notable santuario sintoísta, el Santuario Hakone (o Hakone Gongen), que data del año 757 y del que se mencionaba en la literatura de la Era Heian. Durante las Guerras Genpei el general Minamoto no Yoritomo, después de su derrota en la Batalla de Ishibashiyama, hizo una oración en este santuario en pos de la victoria sobre sus enemigos. Al igual que con el resto de la provincia de Sagami, el área de Hakone y Odawara quedaron bajo el control del clan Hojo a finales de la período Sengoku. 
Durante la época del shogunato Tokugawa, en Hakone-juku se estableció en 1619 un shukuba (parada) en la Carretera Tōkaidō que conectaba Edo con Kioto, y en la que también existía una importante barrera y un Punto de control oficial conocido como Hakone sekisho (o Punto de Control de Hakone), ya que allí se formaba la frontera montañesa entre las regiones de Kanto y Chūbu. Hasta el final de la Era Edo (cuando fue abolido), todos los viajeros que circulaban a lo largo de la Carretera de Tōkaidō eran detenidos por los funcionarios del Shogunato en el Punto de Control y sus permisos de viaje y equipaje examinados. Después de la Restauración Meiji, Hakone se convirtió por poco tiempo en parte de la efímera Prefectura de Ashigara, antes de convertirse en parte del Distrito de Ashigarashimo (en la ya establecida Prefectura de Kanagawa) en agosto de 1876. 
Hakone alcanzó el estatus de ciudad en 1889. Ya iniciado el siglo XX, tras la fusión con cinco ciudades y pueblos vecinos en septiembre de 1956, llegó a sus límites actuales.

### En la ficción
Aparece en la serie Anime Marmalade Boy, es el destino de uno de los viajes que realiza la pareja protagonista.
En la serie de Anime Neon Genesis Evangelion, Hakone es nombrada como "Tokio-3" (o "Neo-Tokio-3") y se convierte en el escenario de la serie, junto con el Monte Hakone. Durante un breve período en 2010, la ciudad trató de aprovechar esto como un spot publicitario para la película de la saga Rebuild of Evangelion, pero los planes fueron cancelados cuando los fanes de la serie, literalmente, invadieron la localidad y alteraron su ritmo de vida.
Hakone aparece como punto de control en la serie manga de Lobo solitario y su cachorro (Kozure Ōkami), escrita por Kazuo Koike e ilustrada por Goseki Kojima, en el episodio cuadragésimo noveno llamado "La carta YaGyu: Prologo".

## Geografía
En 2008 la ciudad tenía una población estimada en 13.679 habitantes y una densidad de 147 personas por km². La superficie total es 92.82 km². Localizada a una distancia de unos 80 km. respecto a Tokio, la mayor parte de la ciudad se encuentra dentro de los límites de la actividad volcánica del Parque Fuji-Hakone-Izu, centrado en torno al lago Ashi.
| Noroeste: Prefectura de Shizuoka, Oyama                    | Norte: Minamiashigara | Noreste: Odawara  |
| Oeste: Prefectura de Shizuoka, Gotemba, Susono, Lago Ashi  |                       | Este: Odawara     |
| Suroeste: Prefectura de Shizuoka, Susono, Mishima, Kannami | Sur: Yugawara         | Sureste: Yugawara |

## Economía
La economía de Hakone está fuertemente dominada por la industria turística, siendo muy conocida por sus Onsen. Acoge una actividad turística substancial y muchos de sus visitantes, tanto japoneses como visitantes internacionales, vienen a Hakone a relajarse para el tratamiento en los centros turísticos de salud, o visitar los parques y las montañas. En 2006 las visitas llegaron a la cifra de 19.025.000 de turistas.

### Turismo

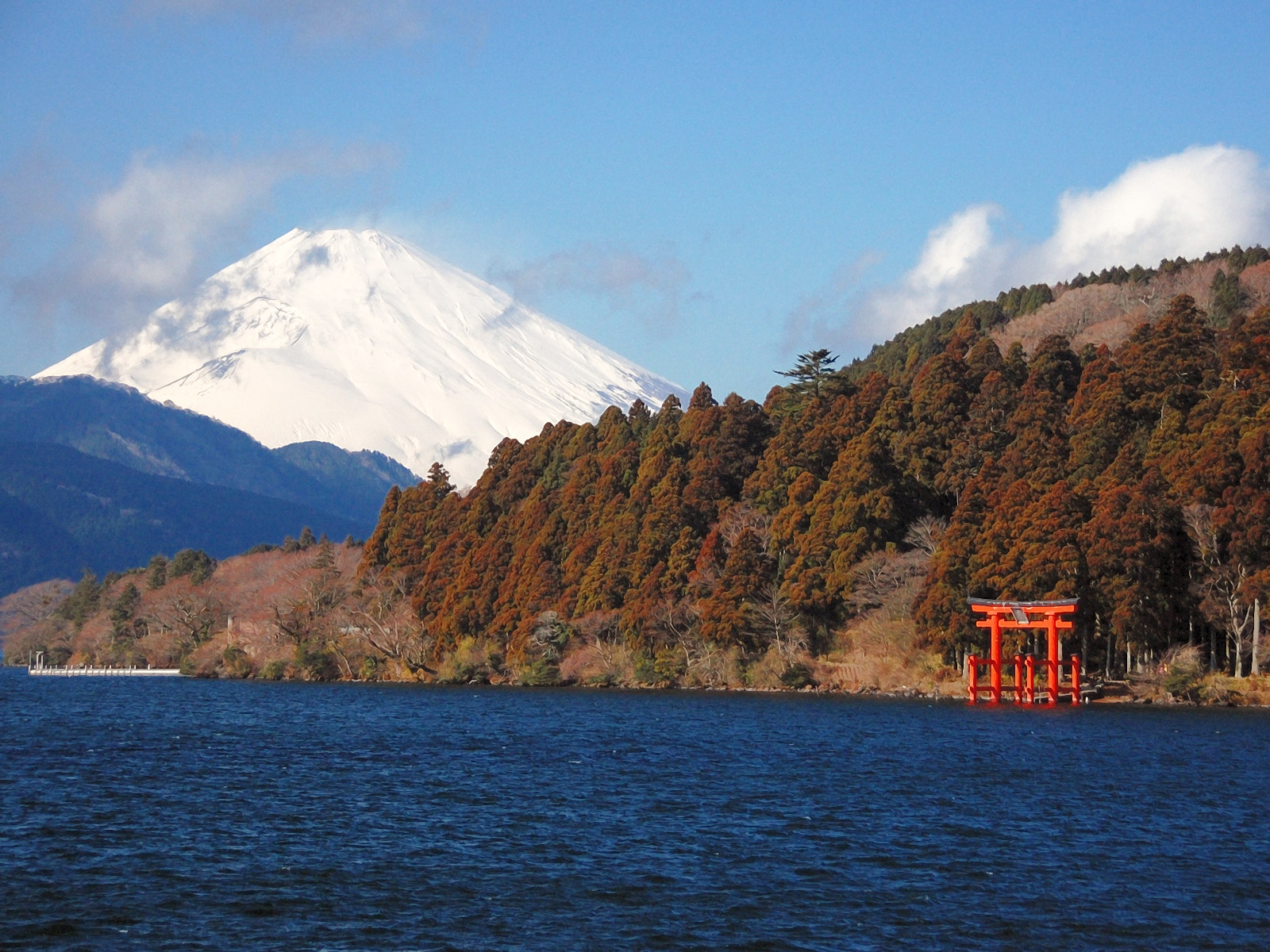
Vista del lago Ashi y el Monte Fuji en el fondo.

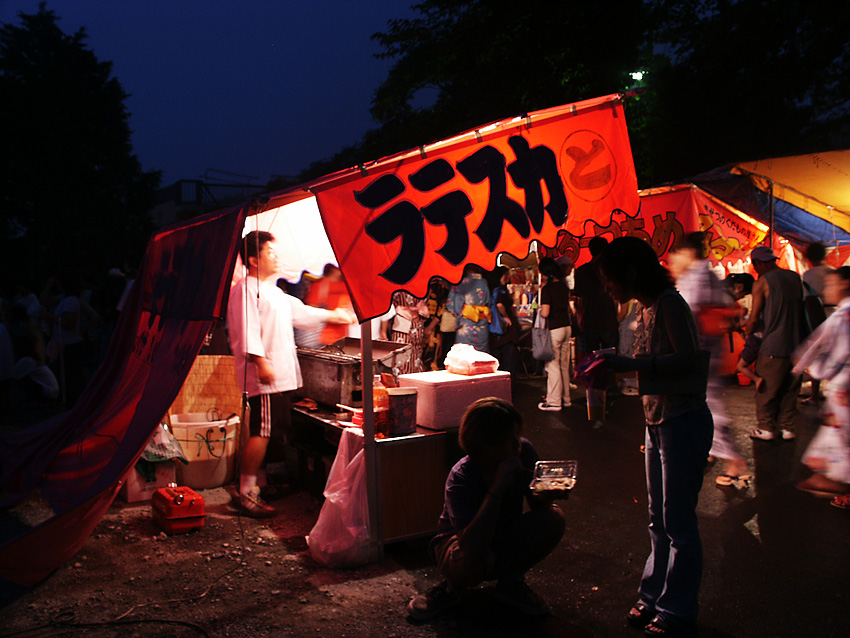
Puesto de comida japonesa (castella (カステラ, kasutera) durante uno de los populares festivales de Hakone.

Las termas constituyen los principales puntos turísticos, pues atraen tanto a los visitantes japoneses e internacionales dada su proximidad a Tokio y el Monte Fuji. Un famoso hotel en Hakone es el histórico Fujiya Hotel de Miyanoshita, que fue patrocinado por el conocido literii, políticos y dignatarios extranjeros en los Periodos Meiji, Taisho y principios del Periodo Showa. Los eventos anuales más importantes incluyen el Hakone Ekiden que se celebra en el año nuevo en conmemoración del Carretera Tōkaidō. 
La celebración anual del Hakone Ekiden en el Año Nuevo, es una especie de romería que se efectúa desde Tokio a Hakone y el trayecto de vuelta, durante dos días, en parte en conmemoración del camino de Tōkaidō. Como las ciudades vecinas cercanas Odawara y Mishima, Hakone posee muchos onsen (manantiales de agua caliente) y centros turísticos.
Las floraciones de cerezos (Sakura) en abril y de la Miscanthus sinensis (susuki) en el otoño conforman unos panoramas de gran belleza en los parques por esas fechas. Hakone además tiene una serie de museos de arte, incluyendo el Hakone Open-Air Museum. La actividad volcánica del parque nacional de Fuji-Hakone-Izu, centrado alrededor del lago Ashi, es una atracción turística popular bien conocido por sus onsen manantiales calientes y sus vistas del monte Fuji. Entre sus atracciones se incluyen los volcánicamente activos géisers del Owakudani (Gran Valle de Ebullición) y el Santuario Hakone en las orillas del lago, así como el Jardín Botánico de Humedales de Hakone.

## Transportes

### Ferrocarriles
Para acceder a Hakone es más cómodo desde las localidades de Odawara y Mishima, la estación término de la Línea ferroviaria Odakyu-Odawara, a 70 minutos de la Estación Shinjuku, en Tokio. Desde Odawara, el Línea Hakone-Tozan continúa hasta varios centros turísticos de Hakone. Desde Owakudani se puede llegar a través del Teleférico de Hakone, mientras que a través el lago hay una servicio de barcos decorados como "buques piratas" para disfrute los turistas. También hay un teleférico directo que va a la cima del monte Komagatake.
Existe un popular Hakone Free Pass ("Pase Libre de Hakone") que permite el uso ilimitado de la mayoría de los medios de transporte durante varios días, y que puede ser adquirido en las Estaciones de Shinjuku, Odawara y cualquier otra estación principal a lo largo de Línea Odakyu-Odawara.

### Carreteras
El acceso por carreteras es posible a través de:
- la Hakone Shindō, (箱根新道, literalmente Nueva carretera de Hakone) es una carretera de peaje de 2 carriles como bifurcación local de la National Route 1.
- la Japan National Route 1, que conecta Tokio y Osaka, las principales ciudades niponas. En cierto sentido, recupera el papel de la antigua Carretera Tōkaidō.
- la Japan National Route 138, que conecta las localidades  Fujiyoshida y Odawara.

## Ciudades hermanadas
- Tōyako, desde el 4 de julio de 1964.[12]
- Jasper (Canadá), desde el 4 de julio de 1972.[12]
- Taupo (Nueva Zelanda), desde el 7 de octubre de 1987.[12]

## Galería

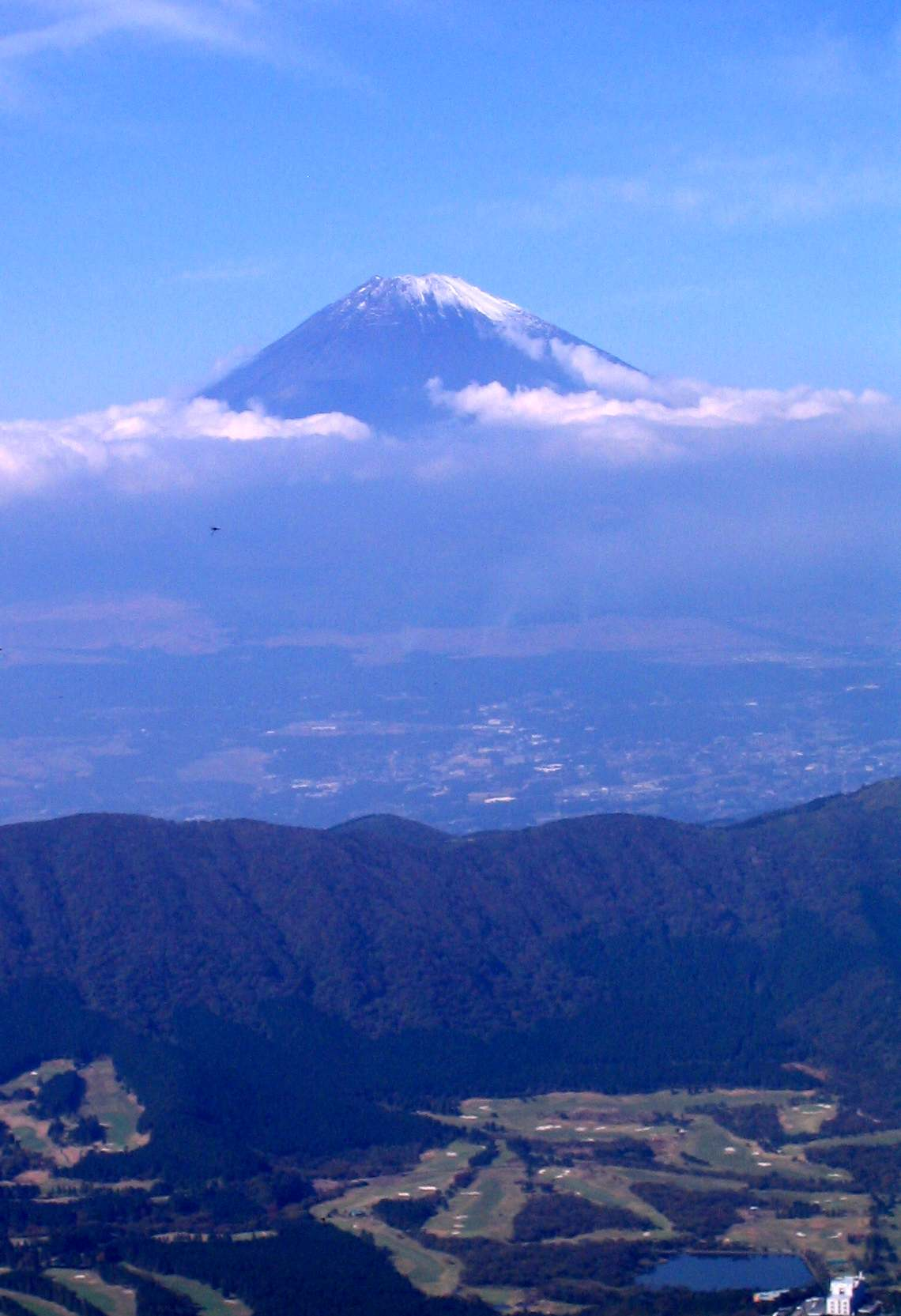
Monte Fuji desde el Mt. Kami en el Parque Nacional de Fuji-Hakone-Izu.
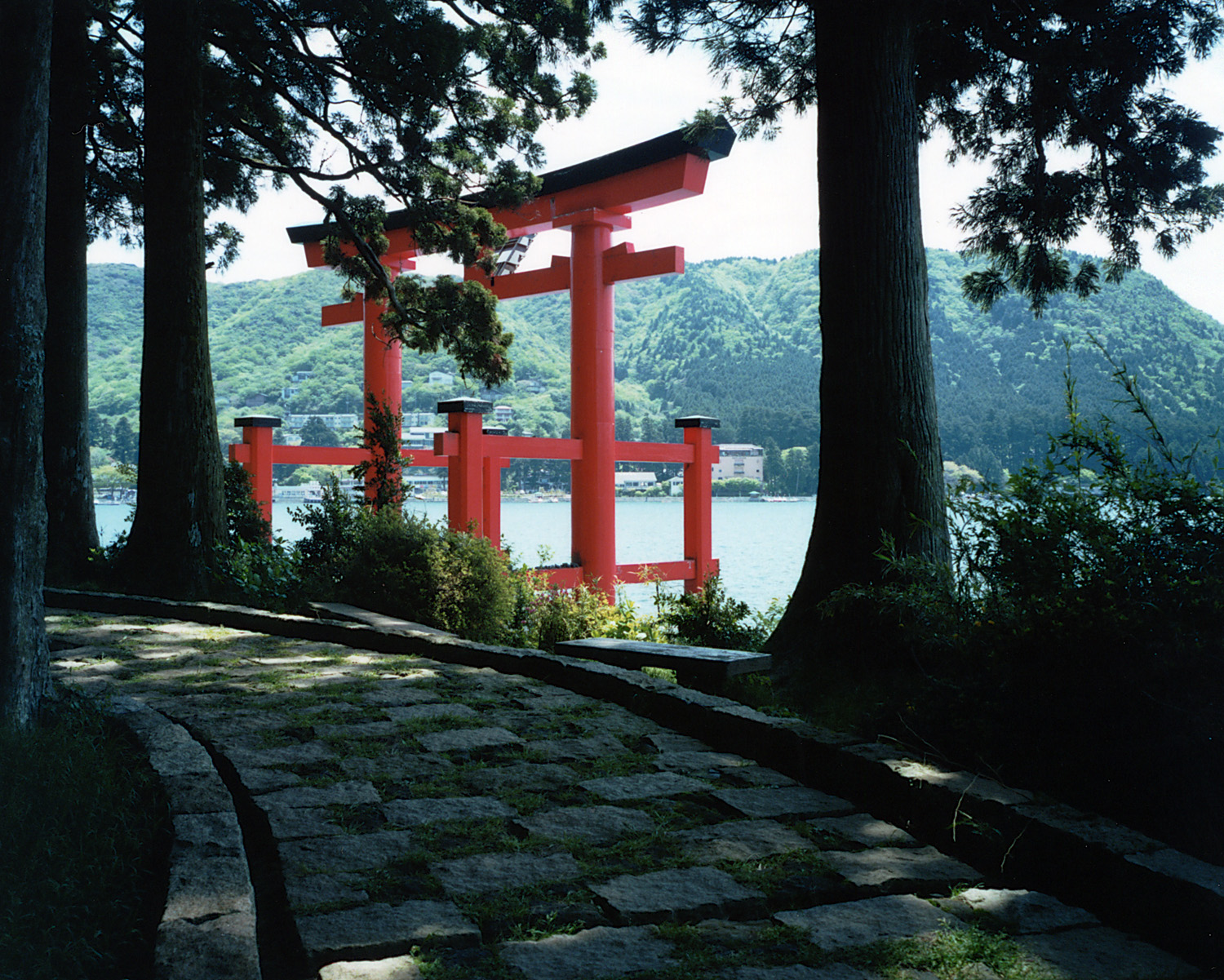
Torii del santuario de Hakone, en el lago Ashi.
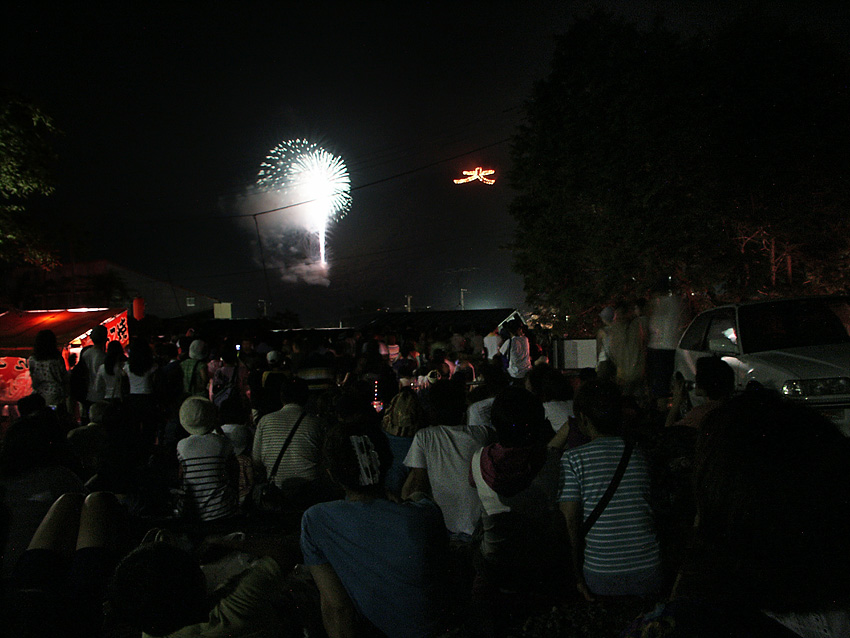
El festival de verano en Hakone incluye una hoguera en la cercanía del kanji 大 (dai) y fuegos artificiales.
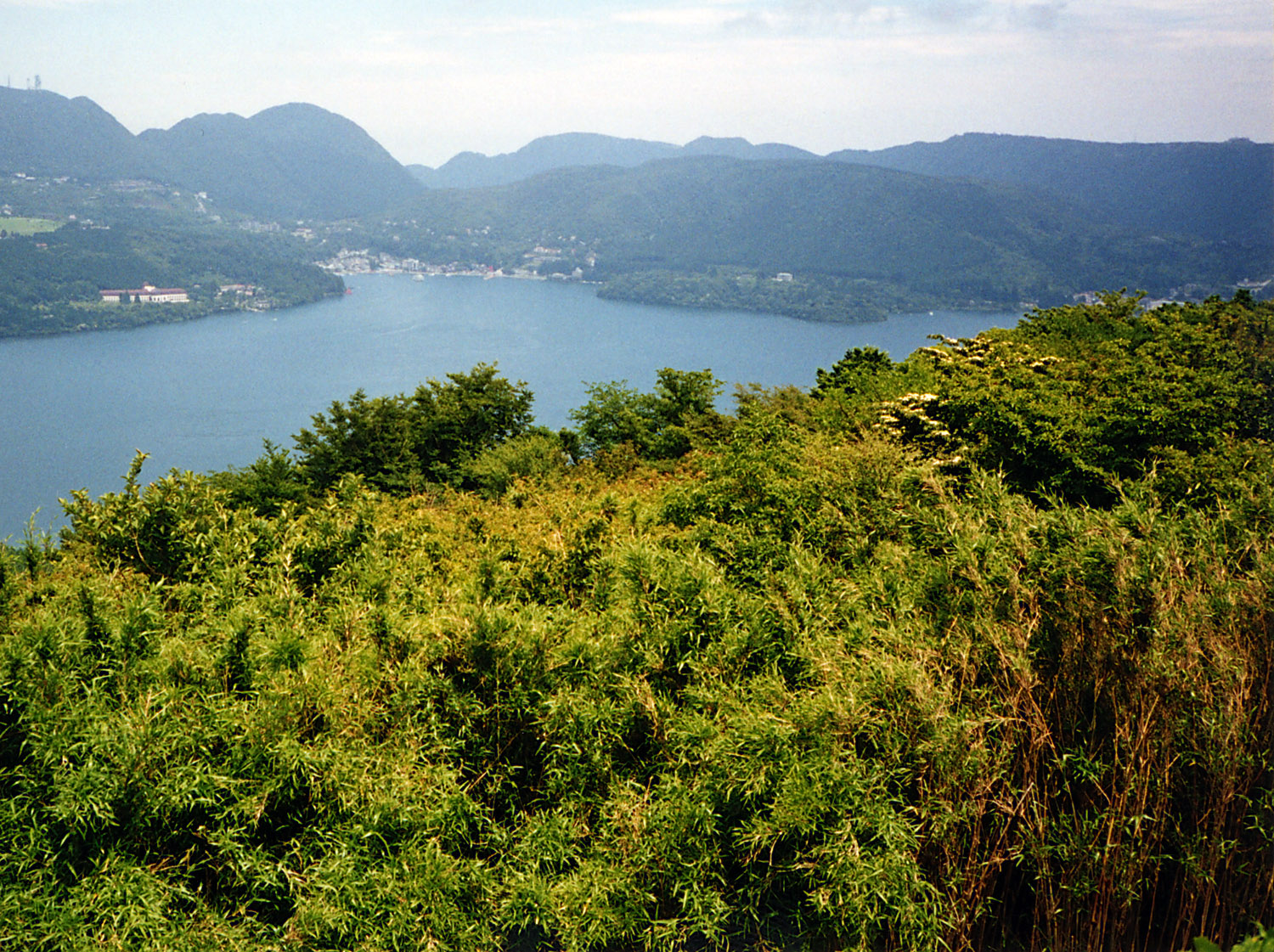
Lago Ashi.
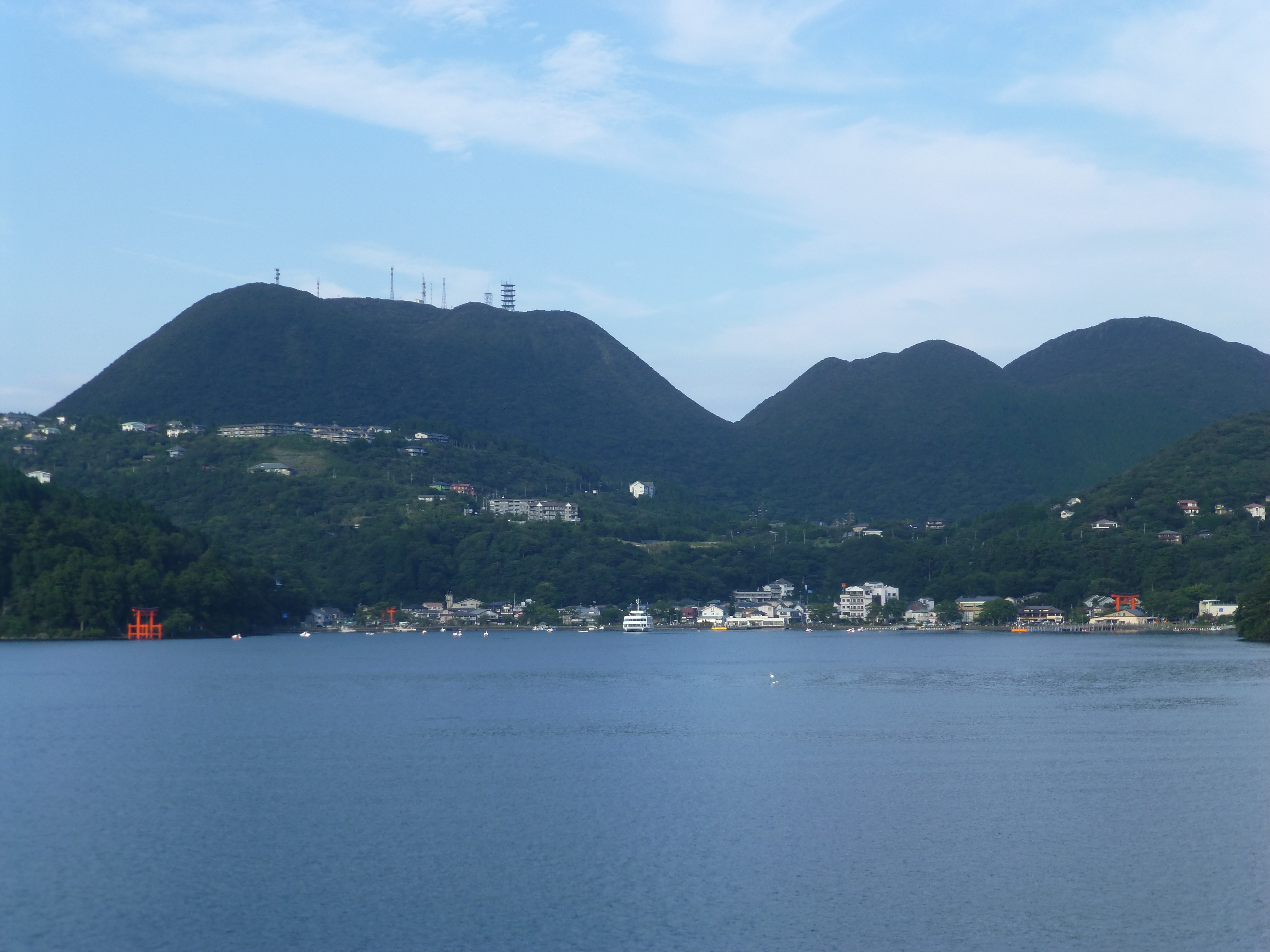
Hakone.
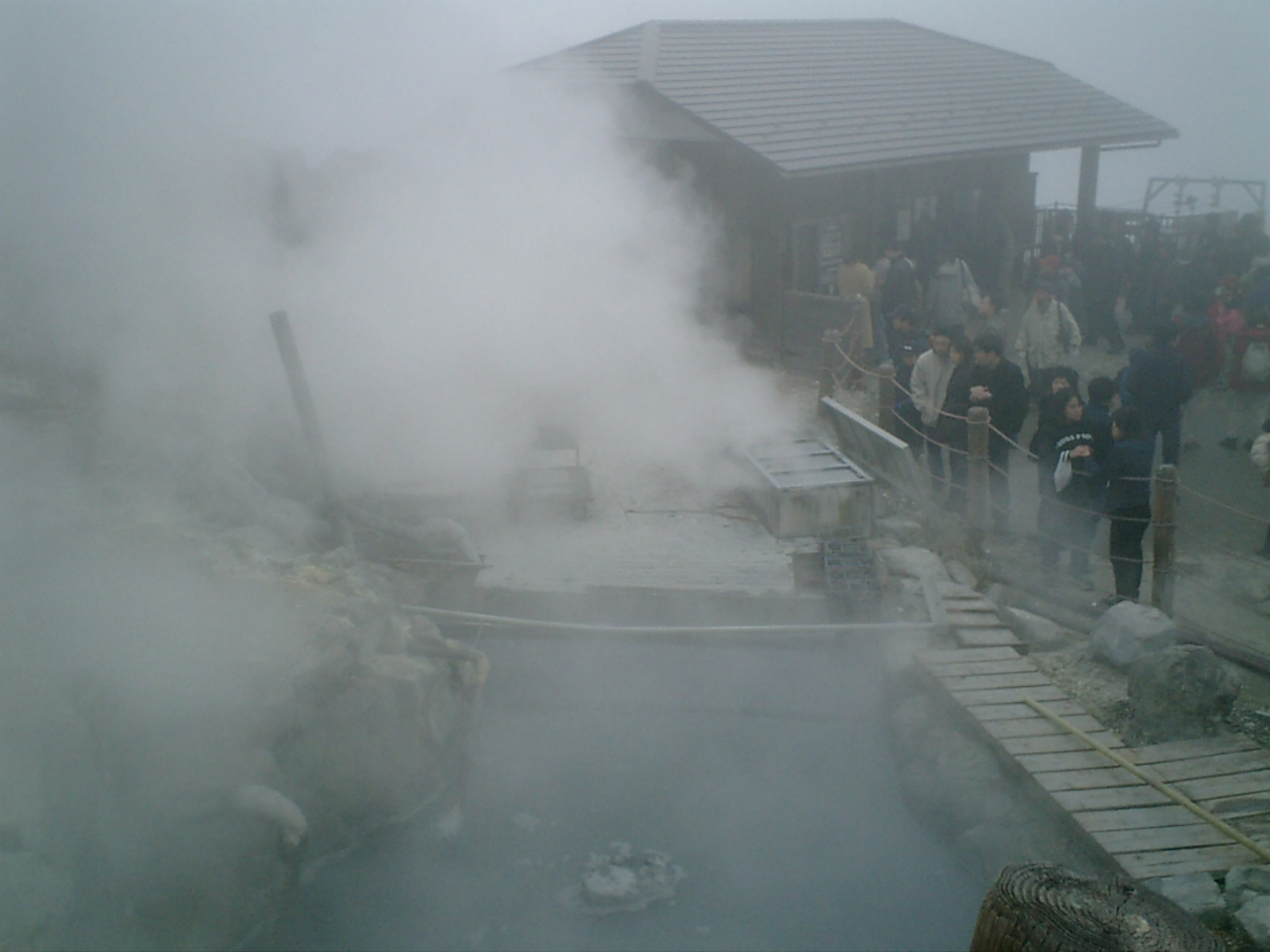
Vista del volcán.